# Núi Lão Quân
Núi Lão Quân (tiếng Trung: 老君山, bính âm Hán ngữ: Lǎojūn shān, Từ Hán Việt: Lão Quân sơn, tiếng Anh: The Laojun Mountain), tên gốc là núi Cảnh Thất (景室山), một ngọn núi nằm ở phía Đông Nam huyện Loan Xuyên, thuộc địa cấp thị Lạc Dương, tỉnh Hà Nam, Cộng hòa Nhân dân Trung Hoa, với độ cao 2.217 m, đỉnh chính của núi Phục Ngưu (伏牛山), dãy núi Tần Lĩnh. Danh xưng của núi Lão Quân là Thiên Hạ danh sơn (天下名山).
Núi Lão Quân là một điểm thu hút khách du lịch cấp quốc gia AAAAA, đơn vị bảo vệ di tích văn hóa quan trọng, đồng thời danh lam thắng cảnh tỉnh Hà Nam, một công viên địa chất quốc gia, khu bảo tồn thiên nhiên quốc gia, công viên địa chất thế giới. Đây là thánh địa Đạo giáo ở miền Bắc Trung Quốc, đại diện nổi bật của văn hóa cảnh quan đồng bằng Trung Nguyên.
Tên gọi của núi Lão Quân được đặt theo tên và là nơi ẩn cư của Lão Tử. Đỉnh núi xây dựng hệ thống kiến trúc Đạo giáo, nơi linh thiêng và đặc biệt của triết học và tôn giáo này. Vào năm 2014, bức tượng đồng Lão Tử ở núi Lão Quân được Guinness ghi nhận là Tượng đồng cao nhất thế giới của Lão Tử.

## Lịch sử hình thành
Tên gọi cũ của núi Lão Quân là Cảnh Thất, một đỉnh núi tuyệt đẹp trong dãy Phục Ngưu 800 lý, Cảnh Thất cũng là ngọn núi cao nhất Phục Ngưu. Sau đó núi được đổi tên thành Lão Quân vì Đạo tổ Lão Tử của Đạo giáo ở ẩn trên ngọn núi. Cảnh quan tự nhiên và địa chất sinh thái của núi mang tính quan trọng cấp thế giới.
Núi Lão Quân có hơn hai ngàn năm trăm năm lịch sử về văn hóa Đạo giáo. Trong thời Đông Chu, Lão Tử (571-471 TCN) đến đây để ẩn dật, ông được đồng nhất với Thái Thượng Lão Quân. Trong thần thoại Đạo giáo, Thái Thượng Lão Quân giáng sinh thành Lão Tử Nhà Chu, viết Đạo Đức Kinh, được Đạo giáo tôn là Giáo chủ, Đạo tổ. Về sau, vào thời Bắc Ngụy, rồi đến Trinh Quán (貞觀), miếu Thiết đỉnh Lão Quân (铁顶老君庙) được xây dựng, Đường Thái Tông Lý Thế Dân đã đặt tên ngọn núi là núi Lão Quân, đưa núi trở thành dòng chính và là nơi linh thiêng của Đạo giáo chính thống.
Người ta nói rằng: Nam hữu Võ Đang Kim đỉnh, Bắc hữu Lão Quân Thiết đỉnh. Cùng đề cập đến núi Võ Đang ở Hồ Bắc, núi Lão Quân ở Hà Nam, đều thuộc vùng Trung Nguyên, nhấn mạnh vai trò quan trọng của núi Lão Quân.
Núi Lão Quân nay thuộc huyện Loan Xuyên, Lạc Dương. Trong quá khứ, vị trí núi từng thuộc huyện Lô Thị, vùng Tam Môn Hiệp hoặc cố đô Lạc Dương trong một thời gian dài. Núi được ghi lại trong Biên chú Lịch sử Lô Thị: Đền Lão Quân được xây dựng trên núi trong thời Triều Bắc Ngụy, như một đài tưởng niệm. Đền được trùng tu bởi lệnh của Đường Thái Tông, giám sát thi công bởi Ngạc Quận công Uất Trì Kính Đức. Ngôi đền Lão Quân được thi công bằng kèo và ngói sắt, mái làm từ tôn. Lúc này là năm thứ 11 Trinh Quán nguyên niên.

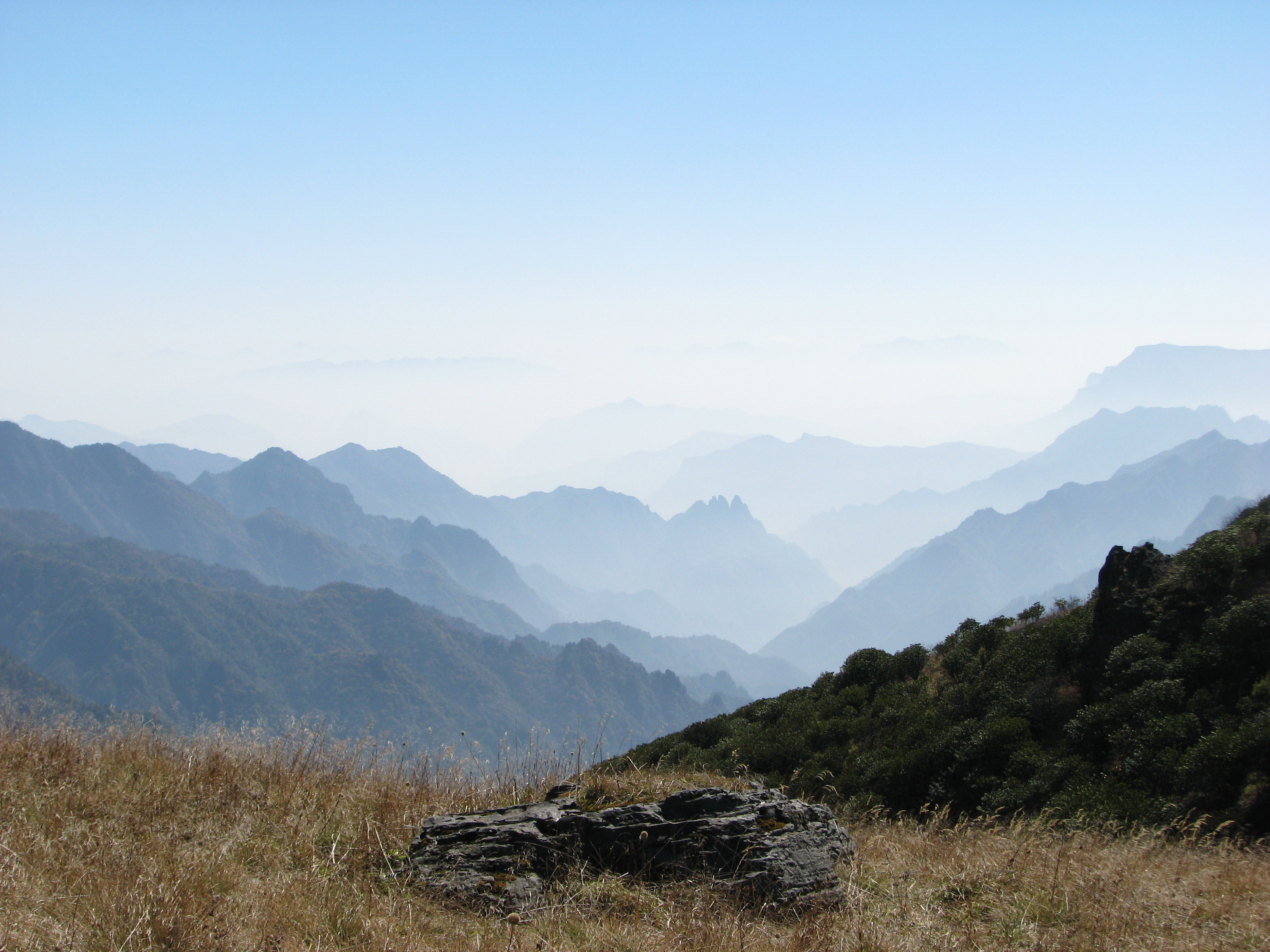
Phong cảnh núi Lão Quân.

Đến thời Minh, vị trí của đền Lão Quân càng được chú trọng. Vào năm 19 Vạn Lịch nguyên niên Minh Thần Tông, núi Lão Quân được thánh chỉ mệnh danh là Thiên Hạ danh sơn (天下名山), ngọn núi nổi tiếng cả nước. Trong số các ngôi miếu đền hiện có, miếu Lão Quân là ngôi đền cao nhất. Huyện lệnh Lô Thị đã viết Đăng Cảnh Thất sơn phú, lời mở đầu ghi: Dư chí Lô Thị, văn cảnh có núi, nguy nga bên trời, tục truyền nơi Lão Tử ở, mang tên của ông. Thể hiện rõ sự yêu quý của người thời đó cho núi Cảnh Thất nơi Lão Tử cư trú.
Năm 1644, Thuận Đế Lý Tự Thành chiếm lĩnh Bắc Kinh, Sùng Trinh Đế Chu Do Kiểm treo cổ tự tử, Hoàng thái tử Chu Từ Lãng 16 tuổi rơi vào tay Lý Tự Thành. Quân đội Đại Thuận đã tới Sơn Hải quan đánh Ngô Tam Quế, thua trận trước Ngô Tam Quế và quân Thanh của Đa Nhĩ Cổn. Sau khi bại trận đã rút về Bắc Kinh rồi rời thủ đô, đi qua huyện Loan Xuyên, vùng núi Lão Quân. Theo Minh sử, Thuận Đế tự tử năm 1645. Đối với Thái tử Chu Từ Lãng, những nghiên cứu mới thập niên 90 đã nhận định ông trốn lên núi Lão Quân, cải trang và trở thành đạo sĩ trong đền 30 năm, cho đến khi qua đời. Dưới núi Lão Quân có một ngôi mộ được cho là mộ Chu Từ Lãng.
Năm 1997, Quốc vụ viện đã phê chuẩn việc thành lập khu bảo tồn thiên nhiên quốc gia, trong đó có núi Phục Ngưu, đặt núi Lão Quân vào danh sách Công viên địa chất quốc gia, Công viên địa chất thế giới. Vào ngày 11 tháng 9 năm 2010, Diễn đàn quốc tế về văn hóa Lão Tử đã kết thúc thành công tại Khu thắng cảnh núi Lão Quân, huyện Loan Xuyên. Hơn một trăm chuyên gia nghiên cứu nổi tiếng từ Trung Quốc, Nhật Bản, Hàn Quốc, Bỉ và các quốc gia khác đã tham dự diễn đàn.
Ngày 9 tháng 1 năm 2012, thắng cảnh núi Lão Quân được Cục Du lịch Quốc gia Trung Quốc xếp vào danh sách Thắng cảnh loại AAAAA, địa điểm du lịch cấp quốc gia thu hút khách tham quan.
Vào ngày 25 tháng 4 năm 2017, Lễ hội Hành hương Tiên cảnh đã được tổ chức tại núi Lão Quân, Lạc Dương, Hà Nam. Trước bức tượng Lão Tử cao nhất thế giới tại Vườn Văn hóa Lão Tử, hàng trăm người Đạo giáo từ mọi hướng vào núi để tôn thờ Đạo tổ Lão Tử. Năm 2020, núi Lão Quân xếp hạng 55 trong số 100 khu nghỉ mát mùa hè nổi tiếng Trung Quốc.

## Địa lý và tự nhiên

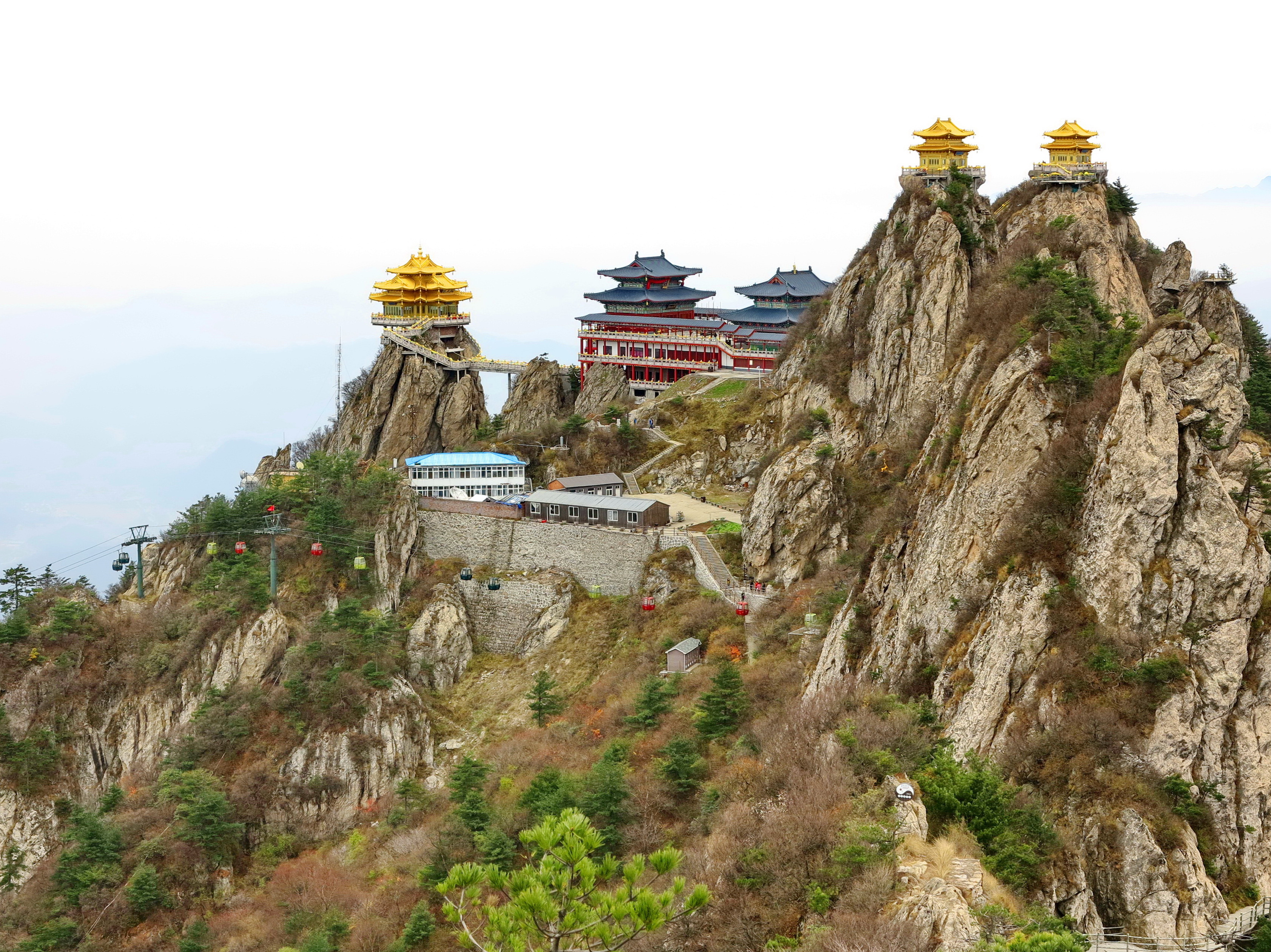
Ảnh chụp một phần đỉnh núi Lão Quân, khu các điện, đền miếu. Nổi danh ở tỉnh Hà Nam Trung Hoa.

### Vị trí địa lý
Núi Lão Quân cách địa lị quận Lạc Long, Lạc Dương khoảng 150 km về phía Tây Nam, là đỉnh chính của dãy núi Phục Ngưu. Từ trạm xe buýt Cẩm Viễn (锦远) của Lạc Dương (còn được gọi là trạm xe buýt đường dài), đi xe buýt đưa đón đến huyện Loan Xuyên, xuống xe ở giao lộ núi Lão Quân, sau đó chuyển sang xe địa phương để đến vùng ngắm cảnh. Sân bay quốc tế gần nhất là Tân Trịnh Trịnh Châu ở thành phố Trịnh Châu, cách Lạc Long, Lạc Dương 170 km, về phía Đông.

### Khí hậu
Núi Lão Quân có khí hậu gió mùa ôn đới, nhiệt độ trung bình hàng năm là 12,4 °C, ánh nắng mặt trời hàng năm là 2.103 giờ, thời gian không có sương giá là 198 ngày và lượng mưa trung bình hàng năm là 872,6 mm. Lượng mưa hàng năm cao nhất tới 1.386,6 mm và ít nhất là 403,3 mm.

### Địa hình
Trải qua các kỷ nguyên dài, địa chất của núi Lão Quân được bảo quản tốt. Địa hình ghi lại quá trình phát triển của nguồn gốc và các cấu trúc địa chất khác cách đây 1,9 tỷ năm. Biến đổi bao gồm nứt, phân tán, bồi tụ, tập hợp, va chạm, và kiến tạo đất đá của rìa phía Nam vùng đất cổ xưa Bắc Trung Quốc.
Núi Lão Quân bị chi phối bởi những ngọn núi và thung lũng thấp trung bình với những gợn sóng lớn. Nó thuộc tiểu vùng phía Tây Hà Nam của khu vực địa tầng Bắc Trung Quốc. Núi nằm bên tiểu vùng núi Hùng Nhĩ (熊耳山), tiểu vùng Phục Ngưu.

## Cảnh quan văn hóa

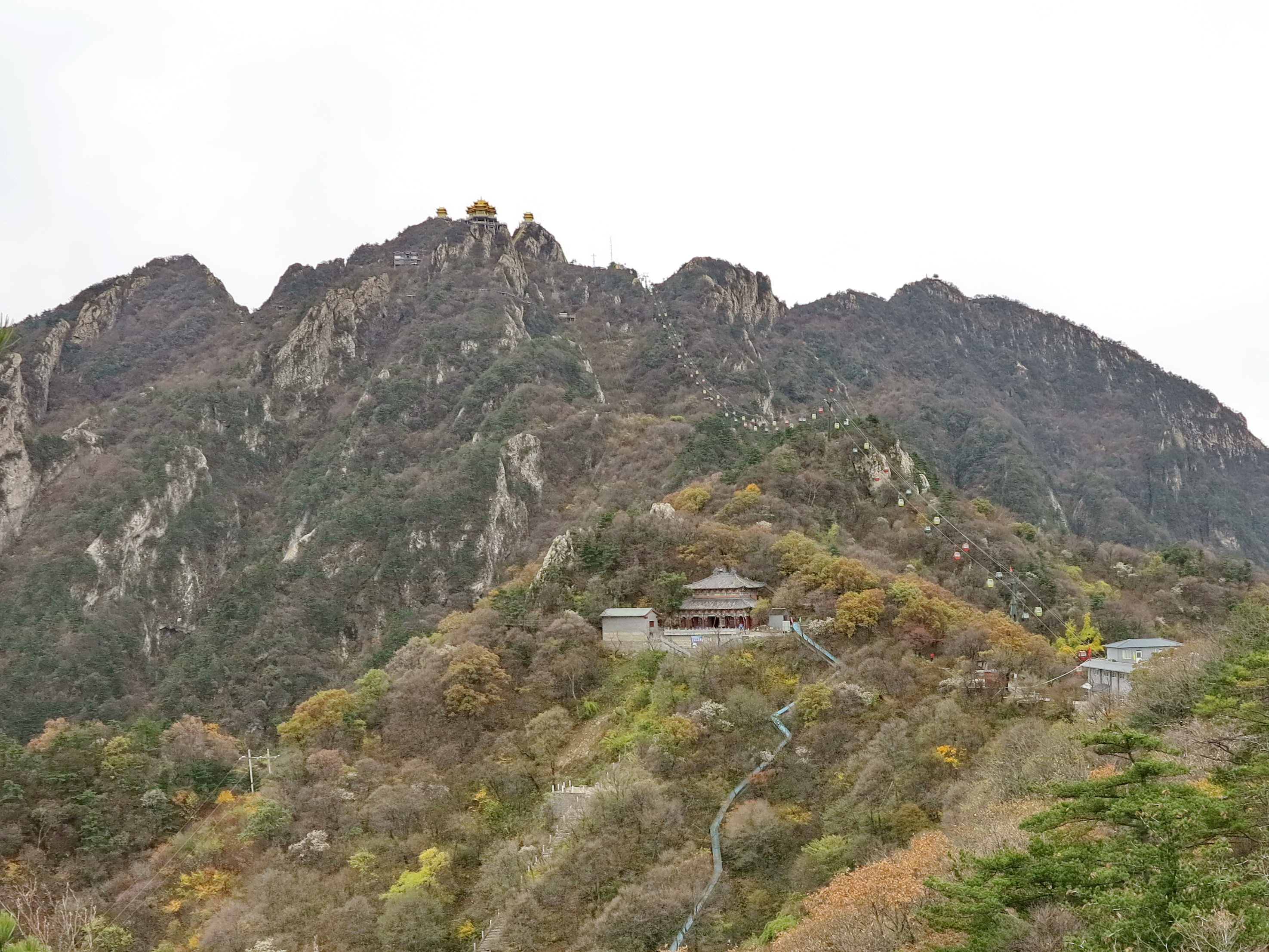
Cáp treo và đường bộ đi lên đỉnh núi Lão Quân.

### Thắng cảnh
Núi Lao Quân là một trong những danh lam thắng cảnh cốt lõi của Công viên Địa chất Quốc gia Phục Ngưu. Những ngọn núi nhiều cây cối và đẹp như tranh vẽ là đánh giá Hà Nam nói chung, vùng Phục Ngưu nói riêng. Vùng núi Lão Quân có những con suối tràn ra từ các vết nứt trên đá ở khắp mọi nơi. Có hơn mười thác nước ẩn trong những khu rừng tươi tốt, những dòng nước trong vắt rơi xuống từ đỉnh của các vách đá cao hàng chục mét. Sau cơn mưa, núi Lão Quân được bao quanh bởi những đám mây và sương mù. Vùng mây và sương mù được xem như biển mây đẹp và mặt trời mọc. Khu thắng cảnh núi Lão Quân có diện tích rất lớn và chủ yếu được chia thành Khu thắng cảnh núi Lão Quân chính ở giữa, Khu danh lam thắng cảnh Thung lũng mơ ước (西部的追梦谷景区) ở phía Tây và Khu thắng cảnh Trại Câu (寨沟) ở phía Đông.
Có sáu khu cảnh quan du lịch ở núi Lão Quân, 179 điểm thu hút tham quan và các công trình bao gồm: cung Thái Thanh (太清宫), viện Thập Phương (十方院), điện Linh Quan (灵官殿), điện Lâm Thố (淋醋殿), vòng tròn Mục Dương (牧羊圈), điện Cứu Khổ (救苦殿), lâu Truyền Kinh (传经楼), điện Quan Âm (观音殿), điện Tam Thanh (三清殿) và đền Lão Quân (老君庙).

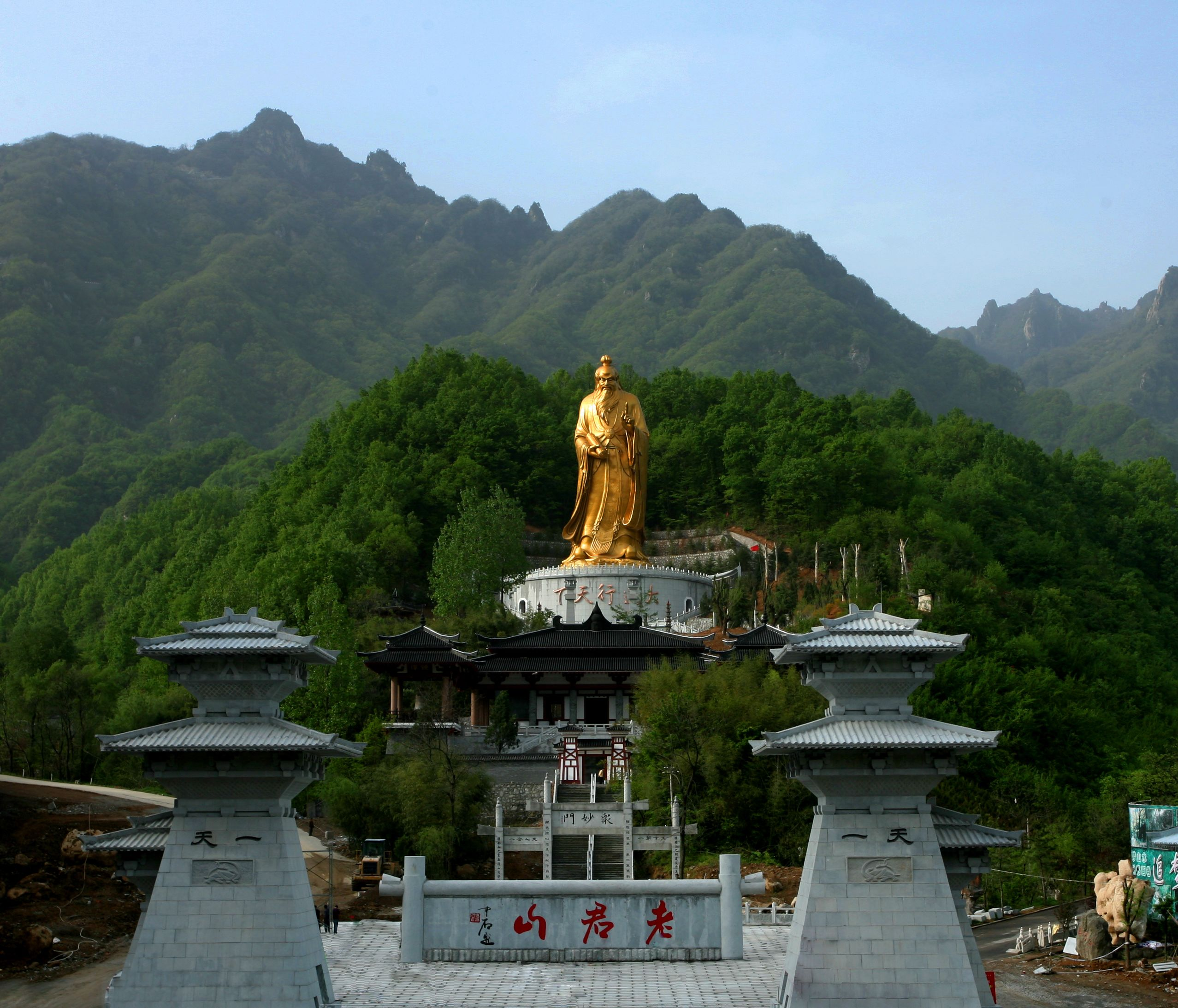
Bức tượng Lão Tử ở núi Lão Quân, Lạc Dương.

### Văn hóa Lão Tử
Theo Sử ký Tư Mã Thiên, Lão Tử sinh ra lớn lên ở nước Sở, nay thuộc vùng Hà Nam. Lão Tử làm thủ ký viện, quản giữ sách trong thư viện Nhà Chu. Về sau, ông rời khỏi vị trí, lên núi Cảnh Thất ở ẩn cho đến khi qua đời. Các công trình kiến trúc, cảnh quan văn hóa trên núi Lão Quân cũng bởi thế mà ra đời. Vườn văn hóa Lão Tử (老子文化苑) là một nơi linh thiêng để kế thừa và truyền đạt những suy nghĩ của Lão Tử, trong đó đặc biệt là Đạo đức kinh.
Vào năm 2009, địa cấp thị Lạc Dương đã xây dựng một bức tượng Lão Tử bằng đồng ở núi Lão Quân để tưởng nhớ Lão Tử, góp phần tạo ra một bầu không khí văn hóa ở Lạc Dương. Bức tượng Lão Tử bằng đồng này được làm bằng 288 miếng đồng thiếc, nặng 258 tấn, có chiều cao 59 mét và thân 38 mét. Nó áp dụng phong cách kiến trúc, thiết kế dựng hình của Nhà Hán. Bức tượng đồng của Lão Tử ở núi Lão Quân đã được đưa vào Sách kỷ lục Guinness năm 2014: bức tượng đồng Lão Tử cao nhất của thế giới.

## Phim ảnh và thơ ca
Đối với núi Lão Quân, trong lịch sử có những bài phú, thi ca về địa điểm này, ngọn núi tràn đầy khí chất, hùng vĩ và một hình ảnh thiêng liêng không bao giờ sụp đổ. Nhà thơ Vương Tâm Giám đã viết một bài thơ Núi Lão Quân:
Vân lĩnh nhất vạn trùng,
Thu lai thử gian thanh.
Phác diện nghênh thúy sắc,
Hồi chuyển biệt tuyền thanh.
Kim đỉnh khuynh tử khí,
Thạch lâm dật tiên phong.
Thâm giản giai tĩnh tịch,
Giáp điệp bất tri danh.
Bộ phim truyền hình võ thuật giả tưởng tiên hiệp Thanh Vân Chí được chuyển thể từ tiểu thuyết tiên hiệp nổi tiếng Tru Tiên với sự tham gia của Lý Dịch Phong, Triệu Lệ Dĩnh, Dương Tử cùng nhóm TFBOYS, bối cảnh quay tại huyện Loan Xuyên, xung quanh núi Lão Quân và động Kê Quan (鸡冠洞), tỉnh Hà Nam. Thanh Vân Chí đã thu hút sự chú ý từ người hâm mộ bởi tiểu thuyết Tru Tiên và những diễn viên nổi bật.